# ГЕС Чине
ГЕС Чине (тур. Çine Adnan Menderes Barajı) — гравітаційна гребля з укоченого бетону та ГЕС на річці Чине-Чаї, лівої притоці Великого Меандру, у провінції Айдин Туреччина. Названо на честь турецького прем'єра Аднан Мендерес. Гребля Чине розташована за 15 км до півдня від повітового міста Чине.
Гребля була побудована у 1995-2010 з метою зрошення, для вироблення електроенергії і для захисту від повеней.
Гравітаційна гребля створено методом укоченого бетону. Має висоту 120 м і об'єм 1,41 млн м³.
Водосховище має площу 9,34 км², об'єм - 350 Mio. m³. Вода з водосховища зрошує терен площею 22 358 га. ГЕС Чине має дві Френсіс турбіни потужністю 19,75 МВт Згідно з іншими джерелами, встановлена потужність становить 47,2 МВт. Стандартна ємність становить 118 ГВт-год на рік.
Належить Turkish State Hydraulic Works.